# Jonny Edgar

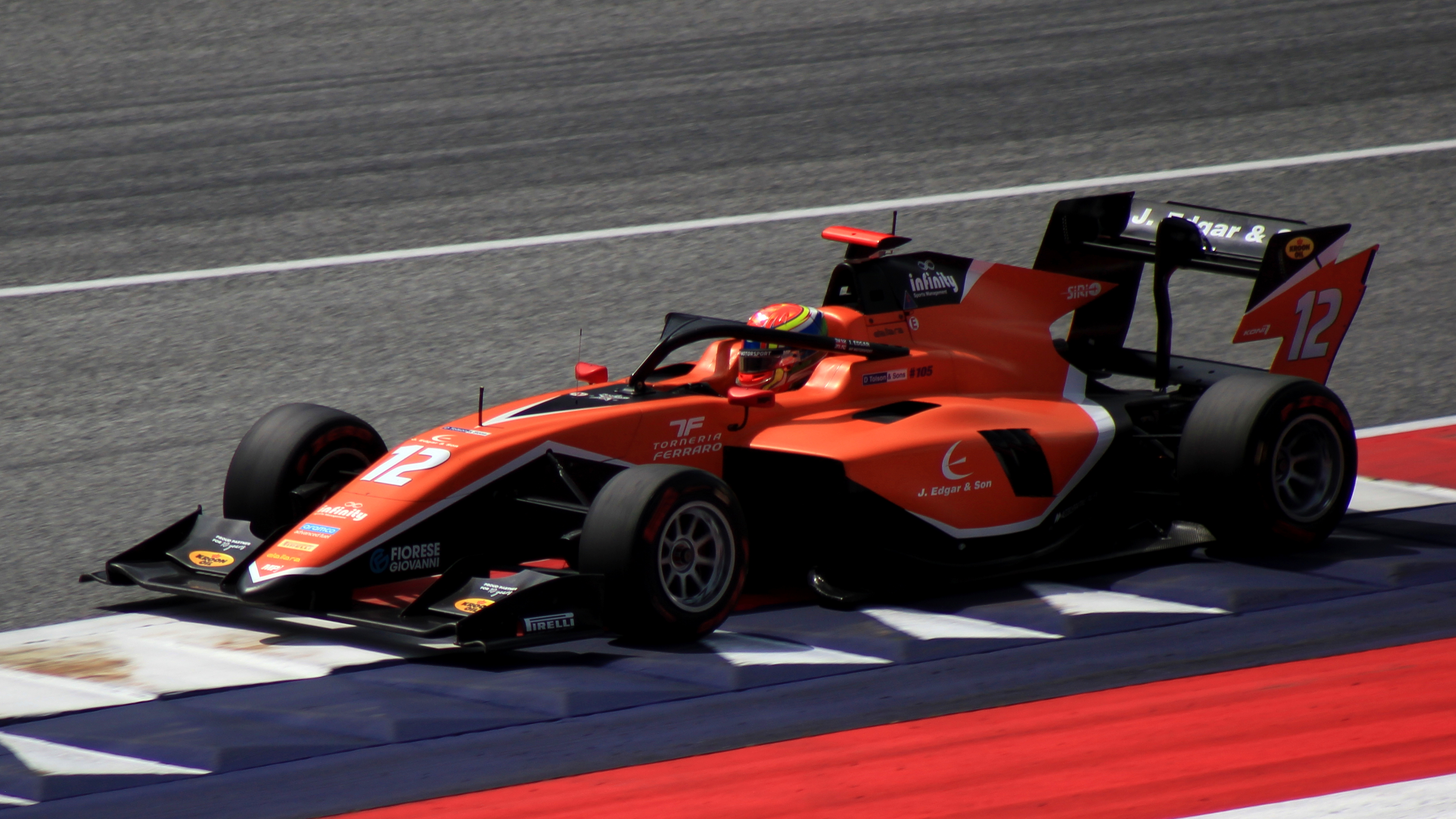
Jonny Edgar bei einem Formel-3-Rennen auf dem Red Bull Ring 2023

Jonny Edgar (* 13. Februar 2004 in Whitehaven) ist ein britischer Autorennfahrer. 

## Karriere als Rennfahrer
Jonny Edgar war ein erfolgreicher Kartfahrer, der einige nationale Meisterschaften gewann, und wechselte 2019 in die Spanische Formel-4-Meisterschaft, die er an der 13. Stelle der Jahreswertung beendete. In der Folge fuhr er Formel-4- und Formel-3-Rennen parallel. Er wurde Vierter der Italienischen Formel-4-Meisterschaft 2020 und gewann die deutsche Formel-3-Meisterschaft dieses Jahres.
Ab 2025 startete er in der European Le Mans Series und der FIA-Langstrecken-Weltmeisterschaft. Gemeinsam mit seinen Teamkollegen Louis Delétraz und Robert Kubica siegte er im Oreca 07 beim 4-Stunden-Rennen von Spa-Francorchamps 2024, einem Wertungslauf der European Le Mans Series 2025. Sein Debüt beim 24-Stunden-Rennen von Le Mans ging mit dem 39. Gesamtrang im Chevrolet Corvette Z06 GT3.R zu Ende.

## Statistik

### Le-Mans-Ergebnisse
| Jahr | Team     | Fahrzeug                     | Teamkollege       | Teamkollege | Platzierung | Ausfallgrund |
| ---- | -------- | ---------------------------- | ----------------- | ----------- | ----------- | ------------ |
| 2025 | TF Sport | Chevrolet Corvette Z06 GT3.R | Daniel Juncadella | Ben Keating | Rang 39     |              |

### Sebring-Ergebnisse
| Jahr | Team                   | Fahrzeug       | Teamkollege  | Teamkollege   | Platzierung | Ausfallgrund |
| ---- | ---------------------- | -------------- | ------------ | ------------- | ----------- | ------------ |
| 2024 | Sean Creech Motorsport | Ligier JS P217 | João Barbosa | Lance Willsey | Rang 13     |              |
| 2025 | AO Racing              | Oreca 07       | P. J. Hyett  | Dane Cameron  | Rang 17     |              |

### Einzelergebnisse in der FIA-Langstrecken-Weltmeisterschaft
| Saison | Team     | Rennwagen                    | 1   | 2   | 3   | 4   | 5   | 6   | 7   | 8   |
| ------ | -------- | ---------------------------- | --- | --- | --- | --- | --- | --- | --- | --- |
| 2025   | TF Sport | Chevrolet Corvette Z06 GT3.R | KAT | IMO | SPA | LEM | SAO | AUS | FUJ | BAH |
| 2025   | TF Sport | Chevrolet Corvette Z06 GT3.R | 18  | 25  | 27  | 39  | 24  |     |     |     |